# Salle Chérif Bellamine
Die Salle Chérif Bellamine (deutsch Chérif-Bellamine-Halle), im Volksmund einfach Gorjani genannt, ist eine Mehrzweckhalle in der tunesischen Hauptstadt Tunis. Die Halle liegt im Stadtteil El Gorjani und dient in Hallensportarten als Heimspielstätte des Club Africain. Die multifunktionale Halle bietet Platz für bis zu 2500 Besucher.

## Name
Die Heimstätte wurde im Juli 2012 nach Chérif Bellamine (* 5. September 1940; † 24. Oktober 2011) benannt, welcher jahrelang Vereinspräsident war. Zuvor trug der Spielort den Namen Salle El Gorjani.